# Un crimen común
Un crimen común es una película de suspenso psicológico argentina-brasileña-suiza-británica de 2020 dirigida por Francisco Márquez. Narra la historia de una profesora universitaria que es acechada por un alma, a la cual en vida decidió no ayudarla. Está protagonizada por Elisa Carricajo, Cecilia Rainero, Mecha Martínez, Eliot Otazo y Ciro Coien Pardo. La película se estrenó mundialmente el 26 de febrero de 2020 durante el Festival Internacional de Cine de Berlín, mientras que su lanzamiento en las salas de cines de Argentina fue el 8 de abril de 2021.

## Sinopsis
Una noche lluviosa, Cecilia, una profesora de sociología escucha que tocan la puerta de su casa y observa que es Kevin, el hijo de su empleado doméstica, que viene escapando de la Gendarmería. Sin embargo, ella con un sentimiento de extrañeza y miedo decide no abrirle las puertas de su casa. Al día siguiente, se entera de que el cuerpo del joven fue hallado en el río y llena de culpa comienza a sentir que el fantasma de Kevin la acecha.

## Elenco
- Elisa Carricajo como Cecilia
- Cecilia Rainero como Claudia
- Mecha Martínez como Nebe
- Eliot Otazo como Kevin
- Ciro Coien Pardo como Juan
- Juan Ríos como Lucas
- Ashly Alvarado como Carla
- Mariano Saborido como Iair
- Julieta Novelli como Lara
- Ananda Li Bredice como María
- José María Marcos como Rubén

## Recepción

### Comentarios de la crítica
En el agregador de reseñas Rotten Tomatoes, la película posee una aprobación del 71% basado en siete reseñas, con una puntuación de 6.3/10. Diego Batlle de La Nación describió a la cinta como «muy buena» especificando que cuenta «con sólidas actuaciones y un inteligente guion». Jonathan Romney de Screen Daily destacó que la película está «dirigida con astucia estilística y perspicacia empática, presentando una actuación soberbia, elusiva y genuinamente desconcertante de Elisa Carricajo». Juan Pablo Russo de Escribiendo cine valoró la actuación de Carricajo, diciendo interpreta magistralmente el papel de Cecilia, «un personaje simple que se va complejizando hasta convertirse en su propio fantasma».
En una reseña para Ámbito Financiero, Diego Curubeto escribió que «Un crimen común es un buen ejemplo de cómo el cine fantástico puede aplicarse a cualquier tema como lo social» y que «Márquez fusiona estos dos polos opuestos en una película sutil y original». Sami Schuster de Cinéfilo serial señaló que el largometraje «ofrece un thriller intrigante, incisivo, con tintes de terror y lleno de momentos de suspenso y tensión pura», mientras que «Carricajo hace una labor excepcional a la hora de interpretar a Cecilia».

### Premios y nominaciones
| Lista de premios y nominaciones | Lista de premios y nominaciones | Lista de premios y nominaciones | Lista de premios y nominaciones | Lista de premios y nominaciones | Lista de premios y nominaciones |
| Año                             | Organización                    | Categoría                       | Nominado/a(s)                   | Resultado                       | Ref(s)                          |
| ------------------------------- | ------------------------------- | ------------------------------- | ------------------------------- | ------------------------------- | ------------------------------- |
| 2022                            | Premios Cóndor de Plata         | Mejor película                  | Un crimen común                 | Nominado                        | [ 12 ]                          |
| 2022                            | Premios Cóndor de Plata         | Mejor director                  | Francisco Márquez               | Nominado                        | [ 12 ]                          |
| 2022                            | Premios Cóndor de Plata         | Mejor actriz                    | Elisa Carricajo                 | Nominada                        | [ 12 ]                          |
| 2022                            | Premios Cóndor de Plata         | Revelación femenina             | Mecha Martínez                  | Nominada                        | [ 12 ]                          |
| 2022                            | Premios Cóndor de Plata         | Mejor sonido                    | Abel Tortorelli                 | Nominado                        | [ 12 ]                          |